# Frederick T. Woodman
Frederick Thomas Woodman (ur. 25 czerwca 1872, zm. 25 marca 1949) – amerykański polityk, trzydziesty pierwszy burmistrz Los Angeles. Funkcję tę sprawował w latach 1916–1919. Został oskarżony o branie łapówek od przestępców, co zrujnowało jego karierę polityczną.